# Microcephalops mutuus
Microcephalops mutuus är en tvåvingeart som först beskrevs av Hardy 1968.  Microcephalops mutuus ingår i släktet Microcephalops och familjen ögonflugor. Inga underarter finns listade i Catalogue of Life.